# مايارو
مايارو تجمع سكاني تقع إدارياً ضمن مقاطعة بوت (كاليفورنيا) في الولايات المتحدة.